# Codex Hirsaugiensis
Der  Hirsauer Codex (lat. Codex Hirsaugiensis) ist eine Zusammenstellung von Texten aus dem Kloster Hirsau, die um 1500 entstanden ist und sich auf die Geschichte des Klosters sowie auf Stiftungen, Erwerbungen und Tauschgeschäfte bezieht, die bereits Ende des 11. Jahrhunderts und im 12. Jahrhundert getätigt wurden und an denen das Kloster beteiligt gewesen war. Die Handschrift wird im Hauptstaatsarchiv Stuttgart verwahrt. Der Name „Codex Hirsaugiensis“ geht auf den ersten Abdruck der Handschrift durch August Friedrich Gfrörer im Jahr 1843 zurück. Die Handschrift gilt als wichtige Quelle für die Geschichte Südwestdeutschlands im Hochmittelalter. In dem Güterverzeichnis des Schenkungsbuchs werden zahlreiche Ortschaften und Adelsfamilien aus der Region erstmals genannt.

## Inhalt
Die in Latein verfasste Handschrift besteht aus 70 Pergamentblättern im Format von ca. 29 × 19,5 cm und umfasst inhaltlich vier Teile: Blatt 2–15 enthält eine erste Gründungsgeschichte des Klosters mit einer chronologisch geordneten Abfolge der Biografien der ersten Äbte des Klosters vom Jahr 1065 bis zum Jahr 1205. Blatt 17–19 beschreibt den Werdegang meist namentlich genannter Konventualen, die im Zuge der Hirsauer Reform zu Bischöfen erhoben oder als Reformäbte in andere Klöster berufen wurden. Blatt 21–24 verzeichnet die vielen Altäre der Klosterkirche St. Peter und Paul mitsamt den darin enthaltenen Reliquien. Blatt 25–70 besteht aus einer zweiten Gründungsgeschichte des Klosters und daran anschließend aus einer Zusammenstellung Hunderter von Gütererwerbungen und Tauschgeschäften des Klosters. Die Texte gehören in der Hauptsache dem 11. und 12. Jahrhundert an, geringfügig ergänzt durch einige Nachträge bis etwa 1500; die Liste der Äbte ist als Nachtrag von späterer Hand bis auf das Jahr 1596 weitergeführt.

## Entstehung
Der Hirsauer Codex wurde um 1500 von einem unbekannten Schreiber auf der Grundlage älterer Quellen und Vorlagen in kalligraphischer Schrift verfasst. Die Niederschrift des Textes steht vermutlich im Zusammenhang mit den Arbeiten des Sponheimer Abtes Johannes Trithemius (1462–1516), der im selben Zeitraum im Auftrag der Hirsauer Äbte Blasius Scheltrup und Johannes Hanssmann nacheinander zwei Geschichtswerke über das Kloster Hirsau, das Chronicon Hirsaugiense (1495–1503) und die Annales Hirsaugienses (1509–1514), verfasste.

## Stand der Forschung
Die für seine Zeit bewusst historisierende Weise, in der der Hirsauer Codex um 1500 verfasst wurde, stand offenbar im Zusammenhang mit der Bursfelder Reform, die auf eine Rückbesinnung der benediktinischen Klöster auf ihre Ursprünge drängte. Aufgrund dieser vermuteten rhetorischen Funktion galt der Codex lange Zeit als unzuverlässige Quelle.
Im Jahr 1949 fand jedoch der Archivar Karl Otto Müller im Hauptstaatsarchiv in Stuttgart zwei Pergamentmakulaturen, die als Einbände von Akten der alten württembergischen Landschaftsregistratur aus dem 17. Jahrhundert gedient hatten und sich als Reste eines Hirsauer Traditionsbuchs aus dem 12. Jahrhundert erwiesen. Auf den beiden Blättern befinden sich Schenkungseintragungen und ein Anniversarverzeichnis des damaligen Hirsauer Konvents. Diese „Traditiones Hirsaugiensis“ genannte Handschrift aus dem 12. Jahrhundert gilt inzwischen als eine der möglichen Vorstufen des Hirsauer Codex und deckt sich mit dessen Inhalten weitgehend.
Dieser Beweis der tatsächlichen Existenz eines Hirsauer Schenkungsbuchs, das in seinen Inhalten der Handschrift von 1500 in wesentlichen Teilen entspricht, führte  zu einer Rehabilitierung zumindest des 4. Teils des Hirsauer Codex (Blatt 25–70) als „lupenreines Traditionsbuch“.